# Cicloturism

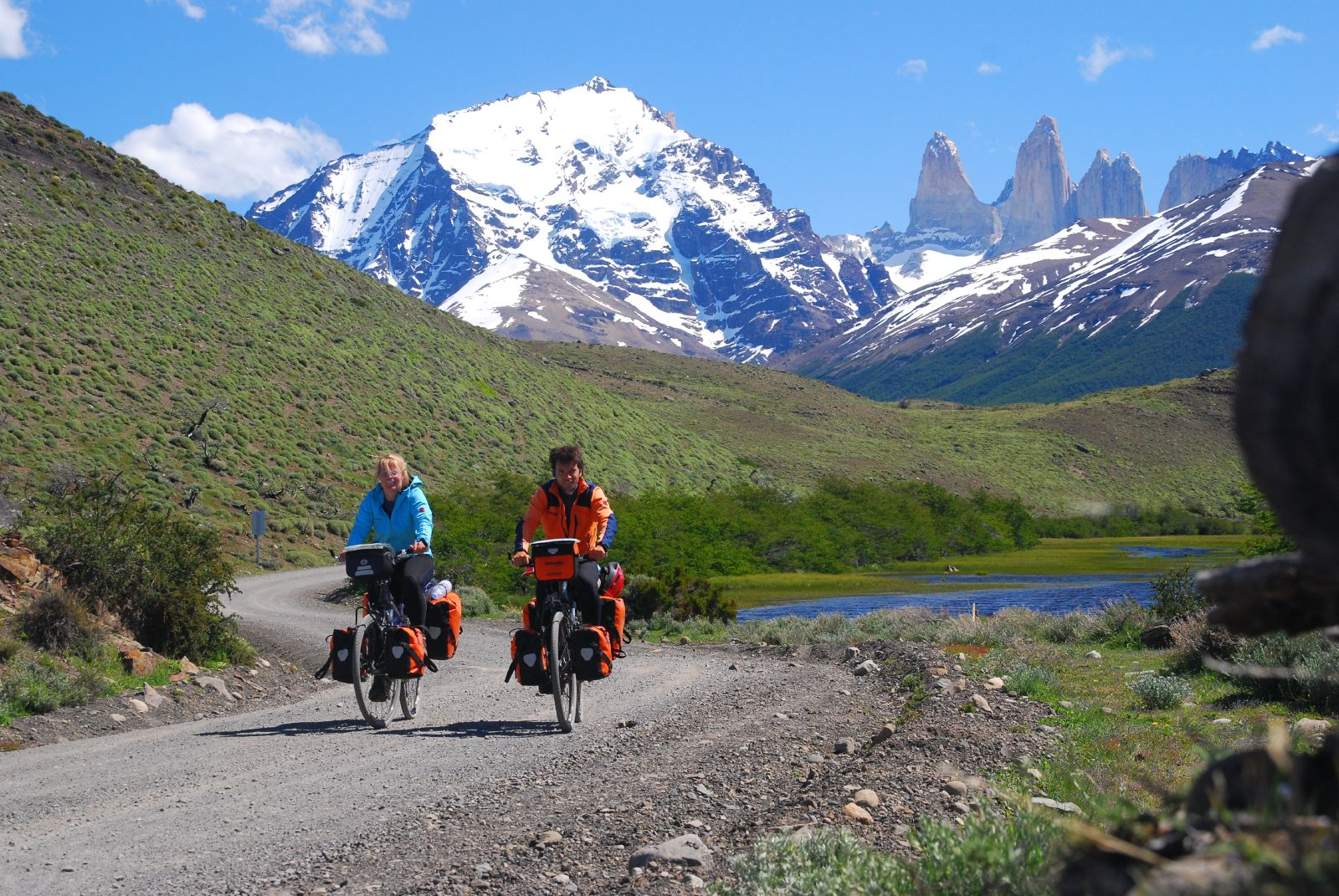
Cicloturism în Patagonia chiliană.

Cicloturismul este turismul cu bicicleta. Este o activitate de agrement care este departe de orice formă de concurență. Forma sa ușoară și minimalistă se numește bikepacking și necesită utilizarea unui echipament special.
Cei care practică această activitate sunt cunoscuți sub numele de cicloturiști.
Cicloturismul constă în descoperirea de situri, peisaje și locuri unde se pot întâlni oameni, folosind bicicleta ca mijloc de transport.

## Forme de cicloturism
Cicloturismul poate lua mai multe forme, în funcție de distanța parcursă, de durata călătoriei și de tipul de echipament utilizat.
Drumeția constă într-o plimbare de o zi sau de o jumătate de zi (în acest caz, cicloturistul poate fi numit și drumeț ciclist, deoarece tendința este mai mult sportivă). Nu este necesar niciun echipament special, în afară de ceea ce este necesar pentru a repara o pană, de o trusă medicală de prim ajutor și de provizii de hrană și de apă.

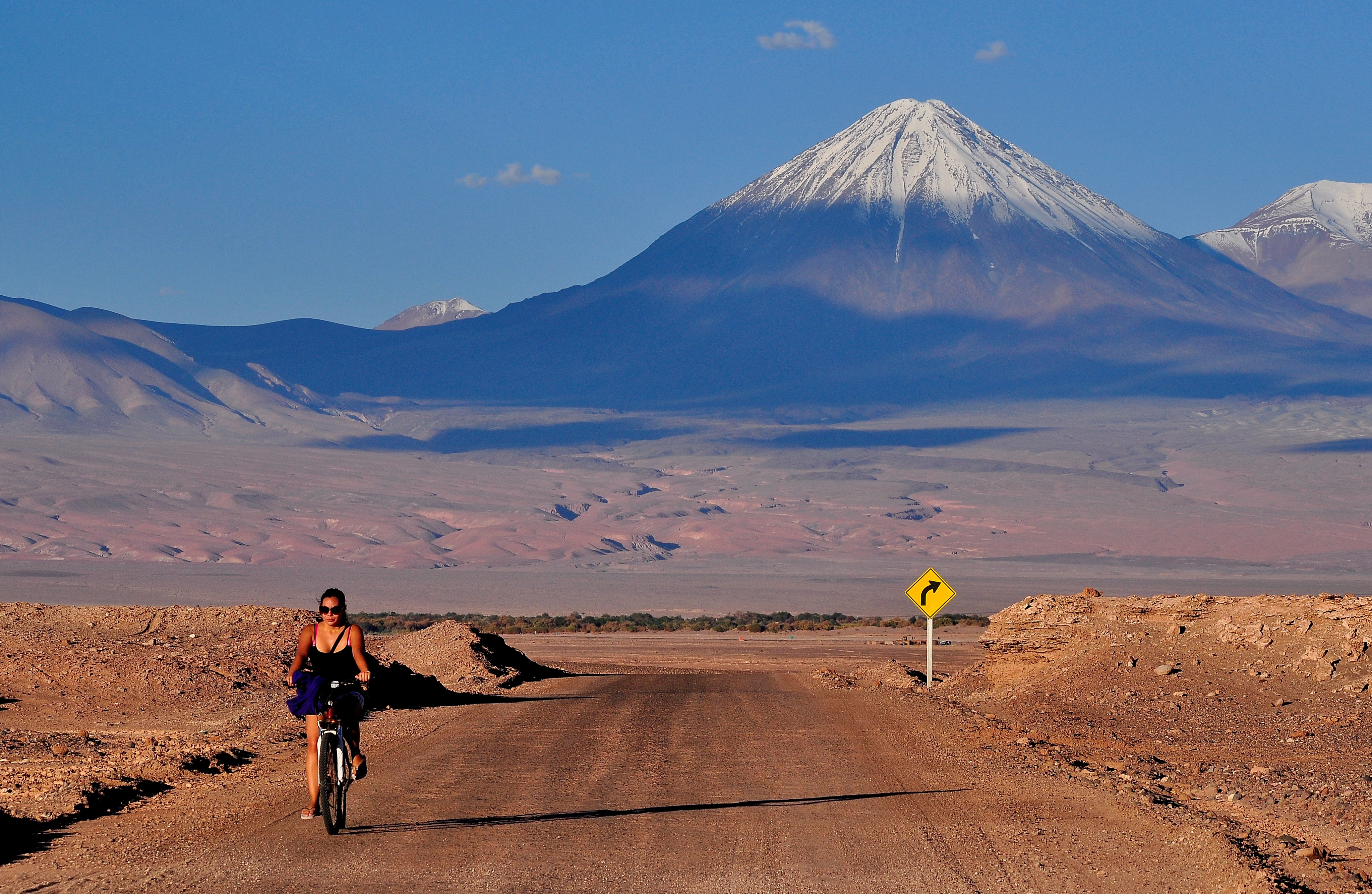
Cicloturistă în Deșertul Atacama, la poalele vulcanului Licancabur.

Tururile lungi permit să se parcurgă câteva sute de kilometri cu un echipament de camping și de reparații mai extins (ca în cazul ciclo-camperului). De asemenea, este nevoie de îmbrăcăminte specială pentru a face față capriciilor vremii. Se poate face turul unei țări cât mai aproape de granițele sale sau se poate ajunge într-un oraș îndepărtat traversând una sau mai multe țări. S-ar putea face înconjurul lumii cu bicicleta, având la dispoziție numeroase echipamente pentru a repara (aproape) orice tip de avarie în orice împrejurare.
Certificatele de ciclism Audax permit cicliștilor să parcurgă distanțe lungi (începând cu 100 km) în grup, la o viteză reglementată de căpitanii de traseu.
În Europa continentală (EuroVelo), o rețea de trasee dedicate este în curs de înființare pentru a facilita legăturile între orașe pentru cicloturiști. Aceste trasee sunt special amenajate pentru ciclism, departe de principalele fluxuri de trafic motorizat, urmând totodată itinerarii turistice și oferind acces la facilități dedicate turismului: zone de agrement, campinguri, locuri de cazare, magazine etc.
Urmările economice ale acestei practici par a fi suficiente pentru ca autoritățile locale să investească în dezvoltarea acestui tip de facilități, în special sub impulsul asociațiilor de utilizatori.